# Nina Miranda (chanteuse uruguayenne)
Ne pas confondre avec la chanteuse britannique Nina Miranda
Pour les articles homonymes, voir Miranda.
Nina Miranda, nom de scène de Nelly María Hunter (née le 8 novembre 1925 à Montevideo, morte le 1er janvier 2012 à Buenos Aires) est une chanteuse et compositrice de tango uruguayenne.

## Carrière

### Premières années
Nina Miranda vient du quartier de La Aguada (es) à Montevideo. Elle grandit ici pendant les neuf premières années de sa vie avant de déménager dans son adolescence dans le quartier de Cerrito de la Victoria (es).
Dès son plus jeune âge, elle aime chanter. À huit ans, elle participe et remporte un concours de chant après que le père d'un camarade de classe, un acteur de radio, l'entend chanter. Pour se présenter aux radio-crochets, elle choisit à treize ans un nom de scène emprunté à un personnage interprété par l'actrice Libertad Lamarque dans le film Sacrifice de mère (es). Lorsqu'elle remporte un concours organisé par les frères Dante, en récompense, elle commence à se produire à la radio. Plus tard, en 1942, elle remporte un autre concours sur CX 36 Radio Centenario, ce qui lui vaut un contrat de trois mois. Elle accepte ensuite de chanter dans l'orchestre féminin Las Golondrinas, dirigé par Teresita Añón, qui a pour répertoire des tangos, des milongas et des valses, notamment dans une tournée au Brésil, suivie d'une autre à São Paulo, sous la direction de Hilda Sorondo. À Montevideo, elles travaillent au Café Palace, situé en contrebas du Palacio Salvo. Miranda chante avec plusieurs formations, dont celles dirigées par Francisco Reinares, Emilio Pellejero et Roberto Luratti. Son premier enregistrement est réalisé avec Juan Cao. Dans cet orchestre, elle fait des duos avec Alberto Bianchi (es) et en 1948, elle fait une saison dans le spectacle de l'Hôtel Rambla, avec l'orchestre Pellejero, partageant l'affiche avec Eduardo Adrián. Entre-temps, elle prend des cours de technique.

### Collaboration avec Donato Racciatti
Le directeur Juan Esteban Martínez, surnommé « Pirincho », la retrouve par hasard dans les studios Sondor (es) et lui propose en mars 1952 d'enregistrer sur place le tango Maula, ce qu'elle fait après l'avoir répété pendant 40 minutes, qui est immédiatement un grand succès. C'est pourquoi Donato Racciatti (es) l'appelle pour jouer dans la farce Tu cuna fue un conventillo, au Teatro 18 de Julio, où en plus de chanter Maula et De tardecita, elle crée Tu corazón.
Avec Racciati, elle enregistre, avec le chanteur Roberto Lister, Mano a mano, le tango écrit par Celedonio Flores avec la musique de Carlos Gardel et José Razzano (es), mais avec l'ajout de paroles de Humberto Correa, l'auteur de Mi vieja viola, où la femme donne sa propre version des événements.

### Retraite en Argentine
En août 1955, elle s'installe à Buenos Aires, pour élargir ses possibilités artistiques, aidée par le journaliste Augusto Bonardo, directeur de Radio El Espectador de Montevideo. Elle se produit deux fois par semaine à Radio Belgrano (es) avec l'orchestre de Lucio Demare (es) et réalise des enregistrements phonographiques de quatorze chansons pour le label Odeón avec l'orchestre dirigé par Graciano Gómez (es). Lorsque, après le renversement de Juan Perón en septembre 1955, les relations avec l'Uruguay se sont normalisées, elle commence à alterner les performances pour la radio El Espectador à Montevideo avec le sextet d'Oldimar Cáceres. Sa rupture avec Graciano Gómez se produit après une tournée dans le nord de l'Argentine. Une autre tournée s'ensuit, cette fois avec l'orchestre dirigé par Héctor Norton. Elle forme son propre groupe dirigé par Alberto Córdoba, avec lequel elle continue jusqu'en 1958.
Alors que Nina Miranda chantait dans La Querencia à Buenos Aires, elle rencontre son futur mari, Eduardo Fernández, producteur des programmes de radio Splendid. Ils se marient le 11 octobre 1957. À la demande de son mari, elle arrête sa carrière musicale. Elle avait enregistré 68 chansons, dont 32 avec Donato Racciatti, 30 avec Graciano Gómez et Alberto Córdoba, 5 avec Juan Cao et une avec Esteban Martínez, des duos notamment avec Víctor Ruiz ou avec Roberto Lister.
Possédant une apparence naturelle, une voix cristalline, un phrasé doux et expressif, en tant que compositrice, elle est l'auteur des tangos Canción para mi amor avec des paroles d'Abel Aznar (es) et No hagas caso de la gente, avec une musique de Néstor D'Alessandro (es).
Elle fait une petite apparition en 1999, lors d'un hommage à Donato Racciatti, où elle interprète Maula. Après la mort de son mari, elle se remet à chanter et revient sur scène en juin 2004. En 2008, les chanteuses María de la Fuente, Elsa Rivas (es) et l'Orchestre National de Musique Argentine Juan de Dios Filiberto (es) présentent le spectacle El retorno de las cancionistas à Harrods, où elles chantent les chansons évoquant l'âge d'or du tango. Elle enregistre un nouvel album puis intègre ensuite le spectacle Café de los Maestros, avec qui elle chante en France, en Angleterre, en Chine et au Brésil.
Elle meurt d'une maladie incurable le jour du Nouvel An 2012 à l'âge de 86 ans.